# Tagavere (Lääne-Nigula)
Tagavere (Duits: Tackfer) is een plaats in de Estlandse gemeente Lääne-Nigula, provincie Läänemaa. De plaats heeft de status van dorp (Estisch: küla).
Tot in oktober 2013 viel Tagavere onder de gemeente Taebla. In die maand werd Taebla bij de fusiegemeente Lääne-Nigula gevoegd.

## Bevolking
Het dorp had 34 inwoners op 31 december 2011 en 24 inwoners op 31 december 2021.

## Geschiedenis
Tagavere werd in 1427 voor het eerst genoemd als dorp Tackever. In 1493 was er sprake van een landgoed Takever. Bij de onteigening door het onafhankelijk geworden Estland in 1919 behoorde het landgoed toe aan de familie von Ungern-Sternberg.